# Storia di Susanna
La Storia di Susanna, o Susanna e i vecchioni, è un racconto in greco composto verso la metà del II secolo a.C. da un autore ebreo anonimo, forse basato su un proto-testo ebraico perduto, con protagonista l'omonimo personaggio.
Essa non compare nel testo masoretico ebraico del Libro di Daniele, ma solo nelle versioni greche della Settanta e di Teodozione con lievi differenze; fu conservata poi nella Vulgata e nella tradizione cattolica. Nelle attuali bibbie cattoliche costituisce il capitolo 13 del libro di Daniele (Dan13). Nella versione di Teodozione (quella normalmente utilizzata e leggermente più elaborata della Settanta) la storia di Susanna era collocata all'inizio del libro di Daniele, in accordo con la giovane età attribuita dal testo a Daniele e con la funzione di introduzione a tutto il libro.
Il racconto è considerato canonico dalla Chiesa cattolica e ortodossa, mentre per le chiese protestanti rappresenta un'aggiunta apocrifa.

## Contenuto

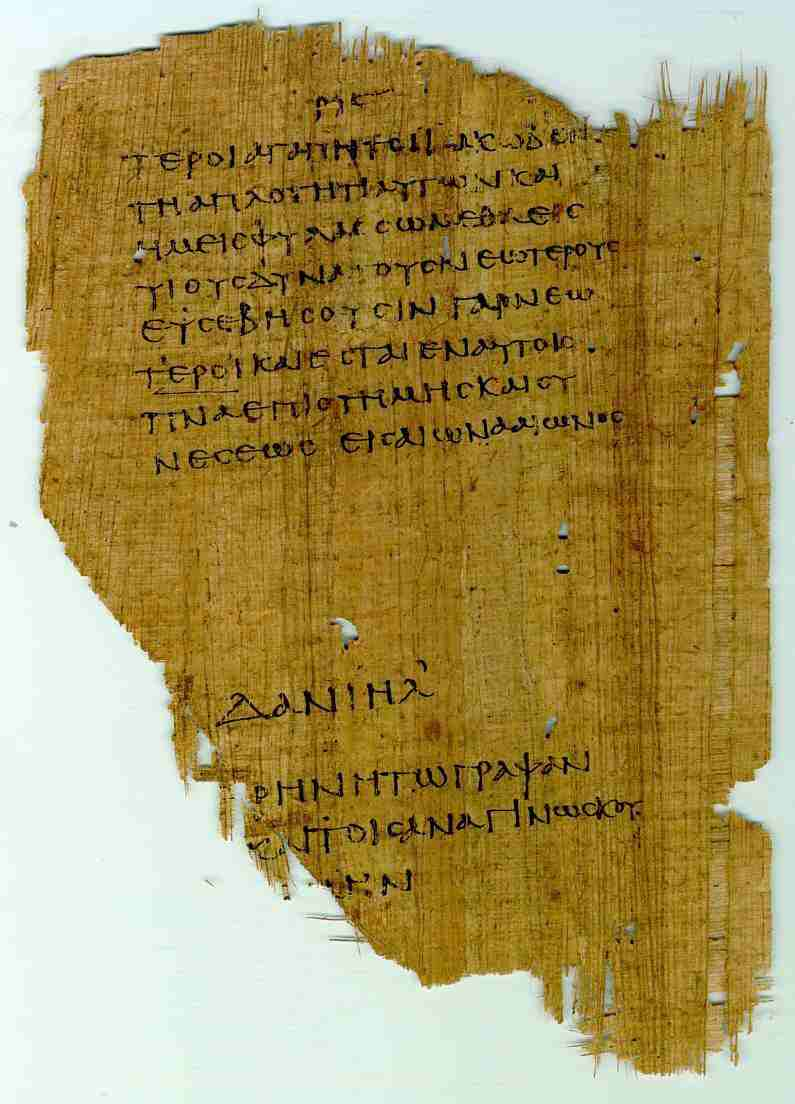
Il Papiro 967, contenente un frammento della storia di Susanna.

In Babilonia nel VI secolo a.C., due anziani considerati giudici saggi si innamorano della giovane e bella moglie di un certo Ioakìm. Dopo averla seguita per un certo tempo, si rendono conto come la donna sia solita passeggiare nel giardino del marito ad una data ora. Susanna viene quindi sorpresa sola dai due che le propongono un patto: può cedere a entrambi, oppure questi la denunceranno per adulterio dicendo di averla trovata con un amante, che non sono riusciti a catturare.
Al momento del giudizio della donna, però, il giovane Daniele si proclama innocente del suo sangue, accusando la gente di esecuzione sommaria ai danni di una donna innocente. La folla si ferma, colpita da quanto il ragazzo dice e insospettita che Susanna possa essersi dimostrata tanto diversa dall'apparenza.
Daniele procede quindi ad interrogare i due anziani separatamente, dimostrando la loro colpevolezza grazie alle loro contraddizioni e accusandoli di avere più volte abusato di vittime innocenti.
I due vecchi vengono quindi giustiziati, mentre Susanna torna libera dal marito e dai genitori.

## Nella cultura di massa

### Rappresentazione iconografica
Per il suo carattere edificante e il lieto fine che lo caratterizza, l'episodio della casta Susanna divenne un tema iconografico ricorrente fin dalla primissima iconografia catacombale (a significare la salvezza e la resurrezione finali dei credenti) e poi nel Medioevo. La storia venne spesso rappresentata nella pittura del XVII secolo come "Susanna e i vecchioni", forse anche perché, oltre all'esempio di virtù, permetteva di mostrare un nudo femminile. Alcuni pittori evidenziarono il dramma, altri il nudo. La versione ottocentesca di Francesco Hayez (National Gallery, Londra) elimina del tutto i vecchioni. Un altro tema diffuso è quello del processo, a volte con soggetto centrale il profeta Daniele che salva Susanna.

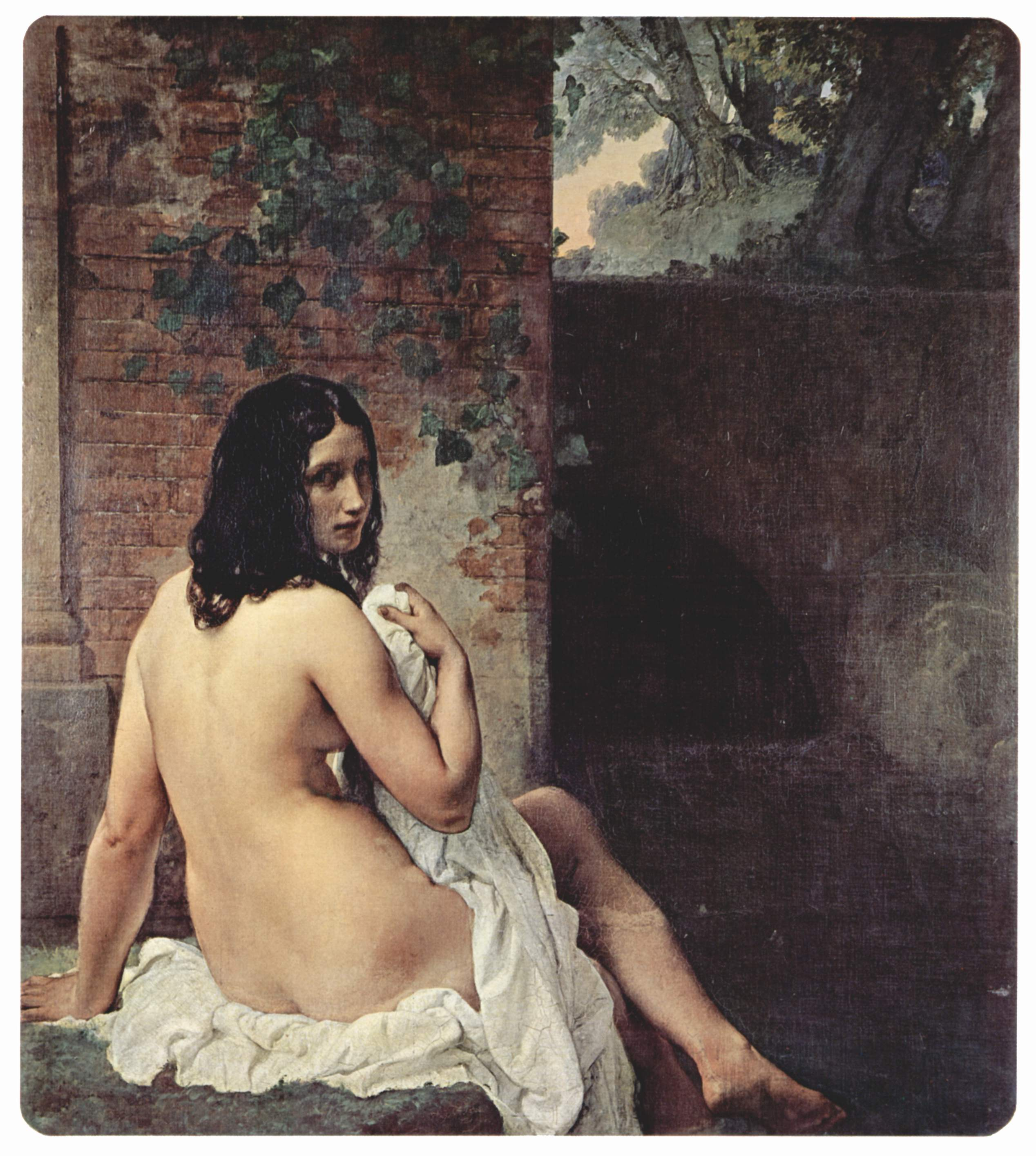
Francesco Hayez, Susanna.
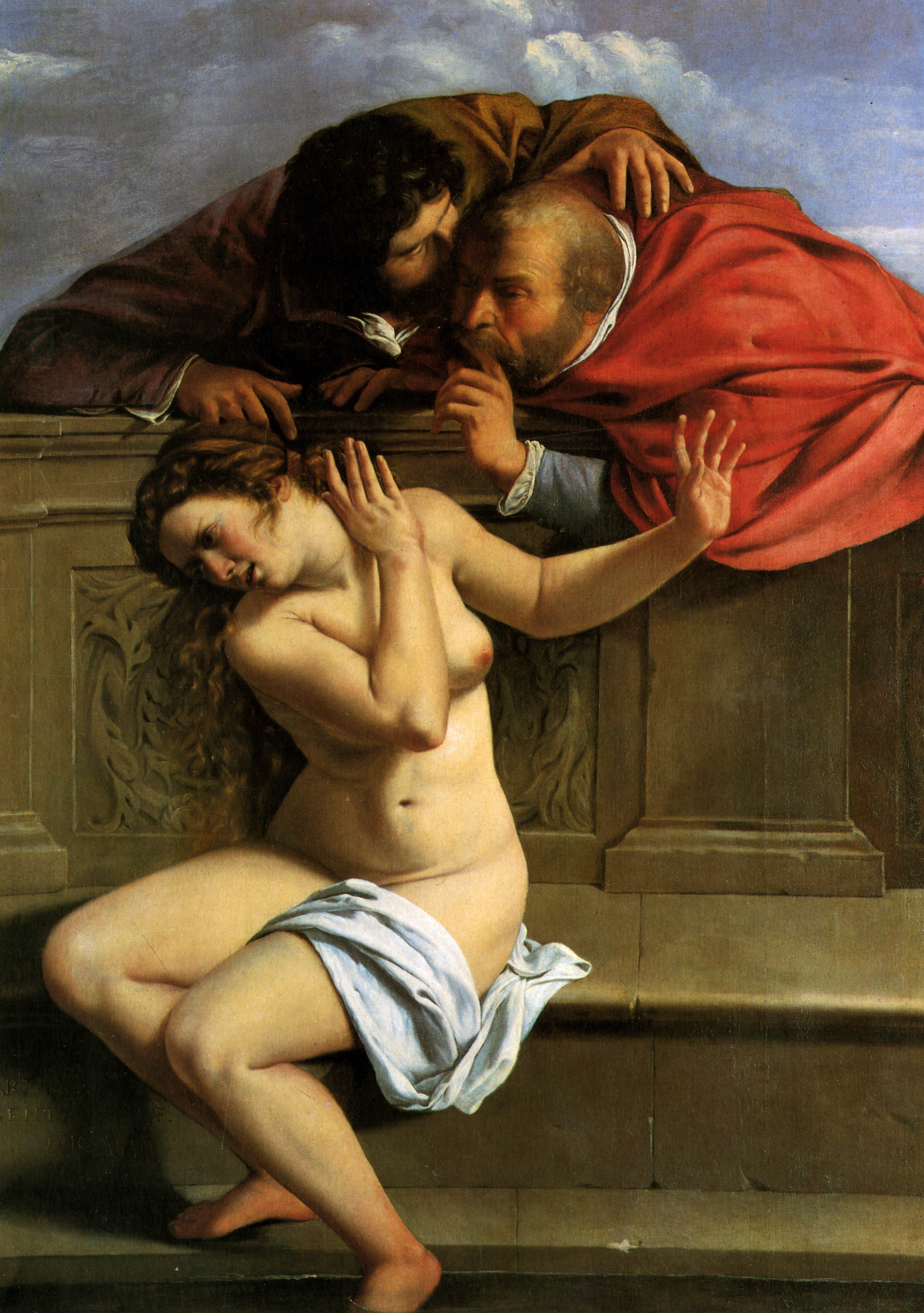
Susanna e i vecchioni di Artemisia Gentileschi - Rappresentazione della onesta.
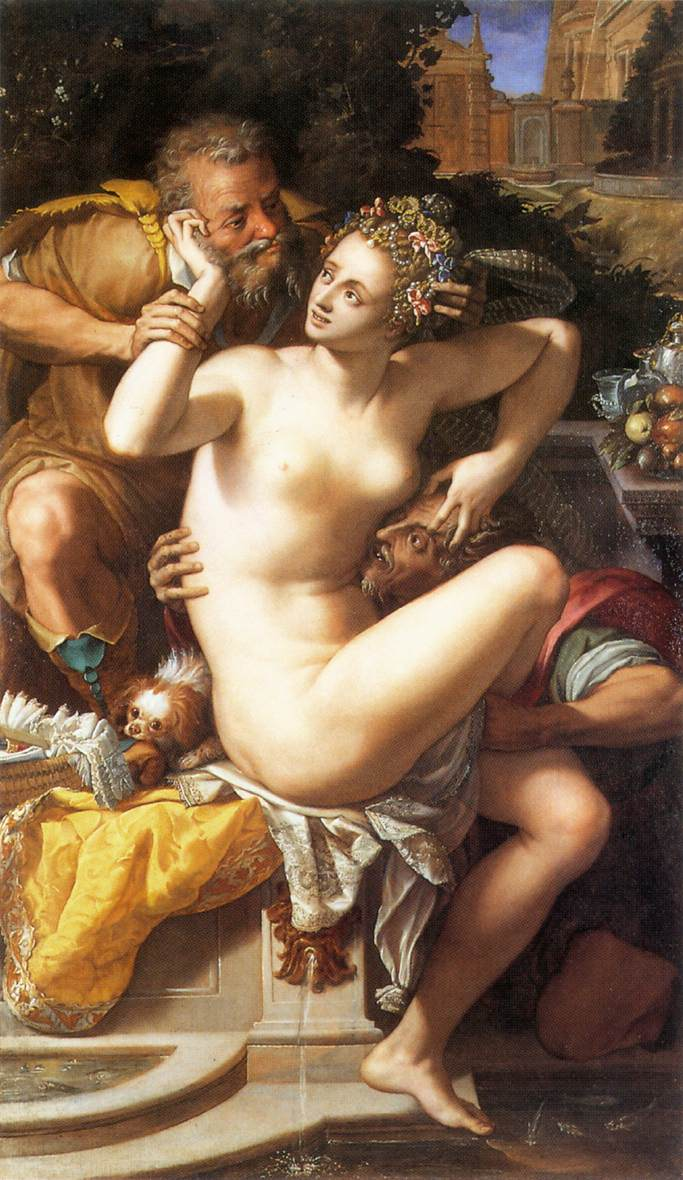
Alessandro Allori, Susanna e i vecchioni, 1561, Digione, Musée Magnin - Rappresentazione erotica.
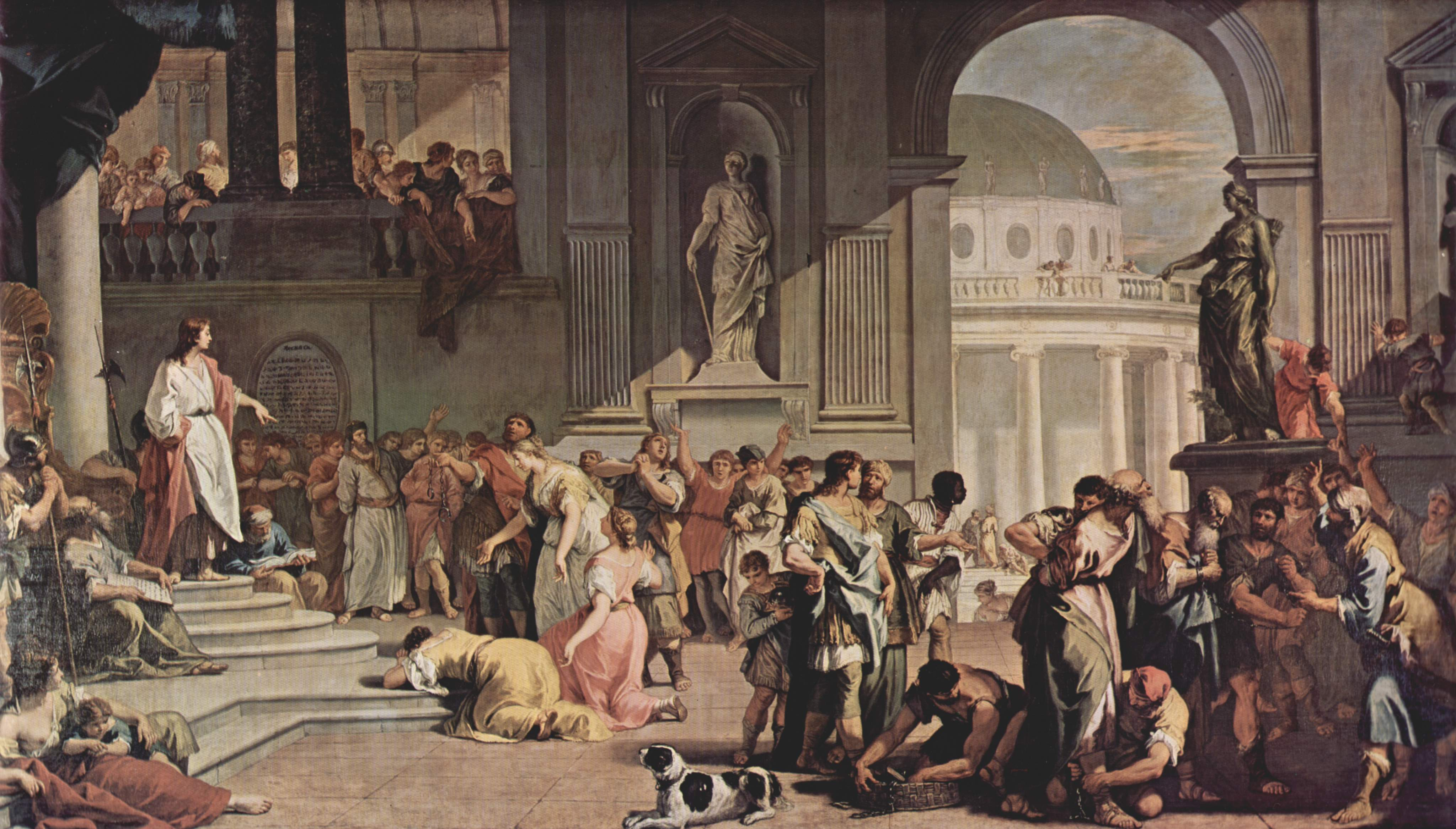
Sebastiano Ricci, Daniele salva Susanna.

### Dipinti celebri
- Susanna e i vecchioni di Artemisia Gentileschi (1610), oggi a Pommersfelden (Germania)
- Susanna e i vecchioni di Artemisia Gentileschi (1611), oggi a Stamford (Regno Unito)
- Susanna e i vecchioni di Artemisia Gentileschi (1649), oggi a Brno (Repubblica Ceca)
- Susanna e i vecchioni di Bernardino Luini (1515-1516 circa)
- Susanna e i vecchioni di Lorenzo Lotto (1517), oggi a Firenze (Italia), Uffizi
- Susanna e i vecchioni, del Tintoretto (1560), oggi a Vienna (Austria)
- Susanna e i vecchioni di Alessandro Allori (1561), oggi a Digione (Francia)
- Susanna e i vecchioni di Paolo Veronese (circa 1580), oggi a Genova (Italia), Palazzo Bianco
- Susanna e i vecchioni di Peter Paul Rubens (1607), oggi a Roma (Italia)
- Susanna e i vecchioni di Peter Paul Rubens, oggi alla Reggia di Venaria Reale, Torino (Italia)
- Susanna e i vecchioni di Jusepe de Ribera (1610-1612), oggi a Madrid (Spagna)
- Susanna e i vecchioni di Guido Reni (1620), oggi a Londra (Gran Bretagna)
- Susanna e i vecchioni di Giovan Francesco Barbieri, detto il Guercino (1650), oggi a Parma (Italia)
- Susanna e i vecchioni di Giovanni Battista Pittoni (1687-1767)

### Altre rappresentazioni

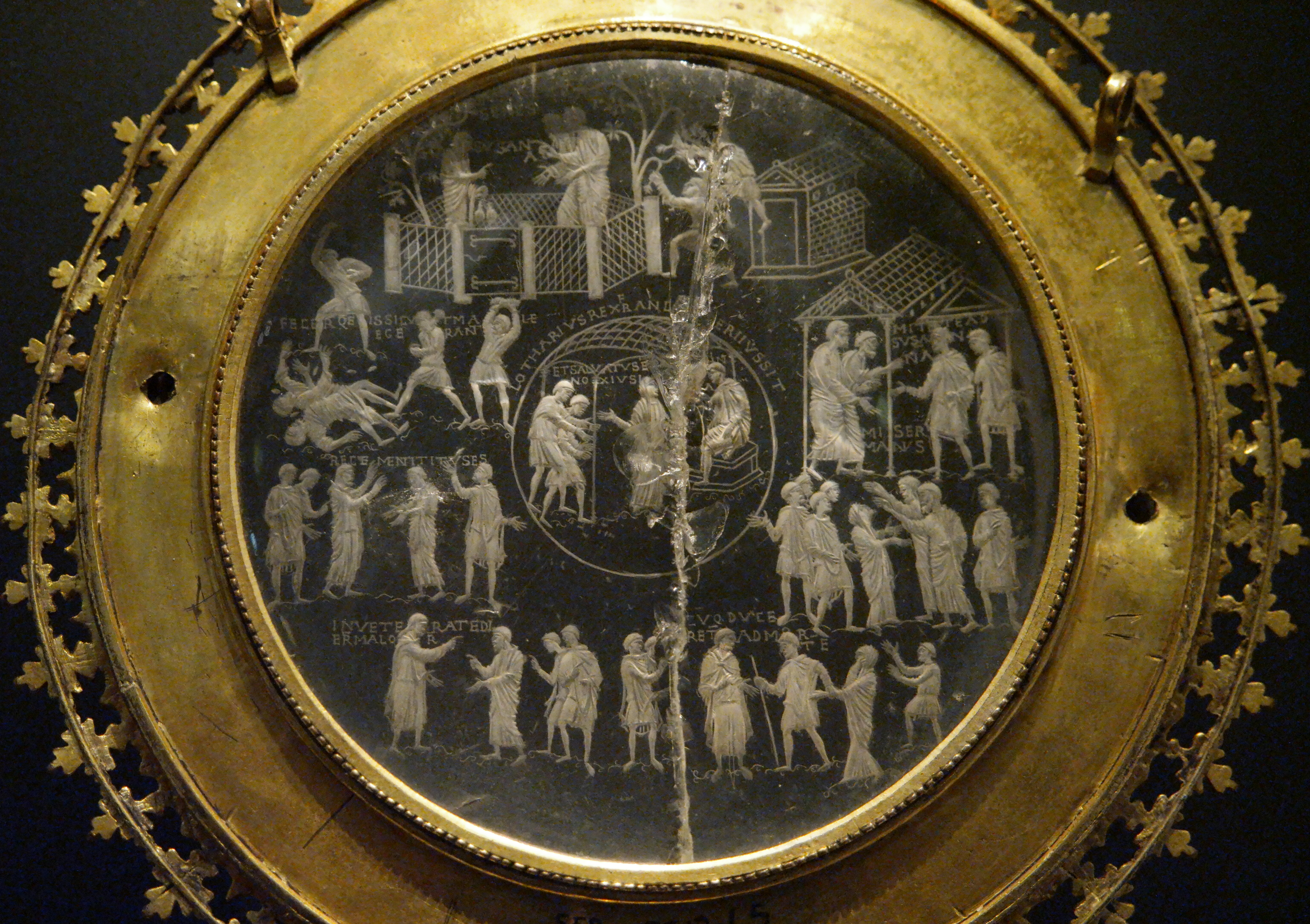
Il cristallo di Lotario, che raffigura la storia di Susanna (in alto a sinistra).

- Nel 1601-02 la poetessa ebrea italiana Debora Ascarelli pubblicò il sonetto Ritratto di Susanna ispirato a questo testo, pur considerato apocrifo dagli ebrei; l'autrice qui si erge a «paladina delle donne ebree», in quanto il testo combatteva i pregiudizi verso il suo genere, che si rinfocolavano nel periodo della Controriforma, mettendo in rilievo le virtù femminili di coerenza, integrità e fedeltà.[5][6][7]
- L'episodio biblico è raffigurato nel cristallo di Lotario, una gemma proveniente dalla Lotaringia e oggi conservata al British Museum.
- La storia di Susanna ha ispirato il compositore Alessandro Stradella per la realizzazione dell'oratorio La Susanna, composto nel 1681.[8]
- Nel 1749, il compositore di epoca barocca Georg Friedrich Händel scrisse un oratorio in due atti intitolato Susanna e basato sul racconto biblico.[8]
- Lo scrittore belga Marnix Gijsen si è ispirato a questo racconto per il suo primo romanzo Het boek van Joachim van Babylon del 1947.
- L'opera Susannah del compositore statunitense Carlisle Floyd, ambientata negli Stati Uniti meridionali del ventesimo secolo, è ispirata alla storia biblica.[9]